# Flechas Chiquitas Indijanci
Flechas Chiquitas Indijanci, /Sp = "little arrows"/ jedno od malenih plemena, jezino i etnički neklasificiranih, koji su u 17. stoljeću živjeli negdje u predjelima središnjeg dijela sjevernog Teksasa. O njima je poznato tek da su se priključili ekspediciji Juan Domínguez de Mendoze, koji od 1683. do 1684. putuje od El Pasa prema San Angelu. 

## Vanjske poveznice
- Flechas Chiquitas Indians